# Tommaso De Ocheda
Tommaso De Ocheda est un érudit et bibliothécaire italien, né à Tortone le 18 décembre 1757, mort à Florence le 16 février 1831.

## Biographie
Né à Tortone en 1757, il appartenait à une famille noble d’origine espagnole. Devenu orphelin dès l’adolescence, il fut confié à son frère aîné, qui donna le plus grand soin à son éducation. Après avoir suivi les cours de collège dans sa ville natale, il alla étudier le droit d’abord à Bologne, ensuite à Pavie. Mais les codes de Justinien ne l’absorbèrent pas au point de lui interdire la culture des lettres. Aussi, tout en prenant ses grades, il composait un poème en quatre chants intitulé Theodosia, et un traité sur la philosophie des anciens. Il s’abstint cependant de les publier, le premier, parce qu’il le croyait trop imparfait ; le second, pour ne pas se brouiller avec le clergé, que certaines propositions hardies pouvaient soulever contre lui. Ce fut la même considération qui l’empêcha de faire imprimer un Essai sur la philosophie de Cicéron comparée à celle de Platon, où il examinait en quoi la philosophie des Grecs différait de celle des Romains, et quels étaient leurs points de contact. Ces travaux, quoique inédits, joints à son amour pour les recherches d’érudition, ne laissèrent pas de le mettre en renom, et lui valurent d’être appelé en 1783 à Amsterdam par Pietro Antonio Crevenna, qui le nomma conservateur de sa riche bibliothèque. Il exerça ces fonctions jusqu’en 1789, époque à laquelle une perte de plusieurs millions obligea son protecteur à mettre en vente la précieuse collection qu’il avait amassée avec tant de peine. Ocheda fut alors chargé de dresser un nouveau Catalogue (Amsterdam, 5 vol. in-8°). Ce travail fini, il prit avec douleur congé du pauvre bibliophile ruiné, et partit pour la Haye, bien décidé à rentrer en Italie. Mais le comte de Mirabello, chargé d’affaires du roi de Sardaigne en Hollande, le retint auprès de lui en qualité de secrétaire particulier, et lorsque, peu de mois après, il fut rappelé à Turin, il lui offrit en partant d’employer tout son crédit pour lui faire obtenir une place de bibliothécaire. En attendant la réalisation de cette promesse, Ocheda alla passer quelques jours à Amsterdam chez Crevenna. Il n’y resta pas longtemps : invité par le chevalier de Revel, qui avait succédé au comte de Mirabello, à revenir à la Haye, il s’y résigna malgré sa répugnance, et reprit ses fonctions, dans l’espoir que ce serait un nouveau titre pour obtenir l’emploi qu’il sollicitait. Mais ayant été, sur ces entrefaites, proposé pour bibliothécaire à lord Spencer, qui l’agréa, il partit pour Londres. C’était en 1790. Depuis lors, son séjour fut partagé entre cette capitale et la magnifique résidence d’Althorp, qui avait jadis appartenu au duc de Marlborough. Il mit en ordre la bibliothèque dont la conservation lui était confiée, et en dressa un catalogue fort simple, qui a nécessairement servi à celui qu’en donna plus tard le savant Dibdin, bien que celui-ci n’ait pas même daigné faire mention du travail de son devancier, oubli volontaire dont Ocheda se plaignit dans quelques-unes de ses lettres. Tout entier à sa passion pour l’étude, passion que son paisible emploi lui permettait de satisfaire, il ne songea nullement à faire participer le public aux trésors de sa science. Aussi peut-on lui reprocher cet égoïsme ou plutôt cette insouciance d’érudit, qui a privé le monde littéraire du fruit de tant de recherches et de veilles. Cependant le climat brumeux de l’Angleterre ne l’avait pas épargné, et après plusieurs années de malaise, il se vit obligé de quitter pour toujours l’illustre famille qui l’avait constamment entouré de respect et d’égards. Riche des libéralités de son patron, il partit pour l’Italie en 1818, et alla se fixer à Florence, où il se forma une bibliothèque de 8 000 volumes, et continua sa vie retirée et studieuse. Ocheda mourut le 16 février 1831. Bien qu’il n’ait fait imprimer aucun de ses écrits, il passait pour l’homme le plus savant de l’Italie ; aussi décerna-t-on les plus grands honneurs à sa mémoire. M. Jean-Baptiste Niccolini lui fit une épitaphe ; son portrait fut lithographié avec l’inscription, un peu déplacée, de Sillogizzò invidiosi veri, et l’Anthologie de Florence lui accorda une notice biographique fort étendue. Outre les ouvrages dont nous avons parlé, Ocheda a laissé en manuscrit des observations sur la Vie d'Apollonios de Tyane écrite par Philostrate ; plusieurs lettres de Pères grecs traduites en italien ; une apologie contre les attaques dont le gouvernement piémontais fut l’objet pendant les premières années de l’occupation française ; une notice sur Crevenna, adressée à Tiraboschi, qui la lui avait probablement demandée ; enfin un grand nombre de lettres en italien, en français et en latin, dont il serait à désirer que plusieurs fussent publiées, soit à cause des détails curieux qu’elles contiennent sur des hommes qui appartiennent aujourd’hui à l’histoire, soit à cause des savantes observations que Ocheda y a jetées à pleines mains. Valéry, qui l’a connu personnellement lors de son premier voyage en Italie, lui a consacré un chapitre dans ses Curiosités et Anecdotes italiennes.